# Hyboella
Hyboella is een geslacht van rechtvleugeligen uit de familie doornsprinkhanen (Tetrigidae). De wetenschappelijke naam van dit geslacht is voor het eerst geldig gepubliceerd in 1915 door Hancock.

## Soorten
Het geslacht Hyboella omvat de volgende soorten:
- Hyboella aberrans Ichikawa, 1994
- Hyboella aelytra Zheng, 2005
- Hyboella angulifrons Hancock, 1915
- Hyboella brevipennis Deng, Zheng & Wei, 2007
- Hyboella conioptica Hancock, 1915
- Hyboella dilatata Haan, 1842
- Hyboella guangxiensis Zheng & Jiang, 1994
- Hyboella guizhouensis Zheng, Li & Shi, 2002
- Hyboella hainanensis Liang, 2002
- Hyboella heinrichi Günther, 1939
- Hyboella interrupta Zheng & Deng, 2006
- Hyboella jinxiensis Deng, Zheng & Wei, 2007
- Hyboella jiuwanshanensis Deng, Zheng & Wei, 2009
- Hyboella keyensis Günther, 1935
- Hyboella longinota Zheng & Jiang, 2002
- Hyboella longipennis Zheng, 2005
- Hyboella nullipennis Hancock, 1913
- Hyboella obesa Hancock, 1915
- Hyboella overbecki Günther, 1939
- Hyboella perakensis Günther, 1939
- Hyboella problematica Bolívar, 1909
- Hyboella similis Günther, 1939
- Hyboella strictvertex Liang, 2002
- Hyboella taiwanensis Liang, 2000
- Hyboella tentata Hancock, 1915
- Hyboella tuberdoralis Deng, Zheng & Wei, 2009
- Hyboella tumida Hancock, 1913
- Hyboella undatifemura Deng, Zheng & Wei, 2007
- Hyboella yunnana Zheng, 1998